# Reynisfjara

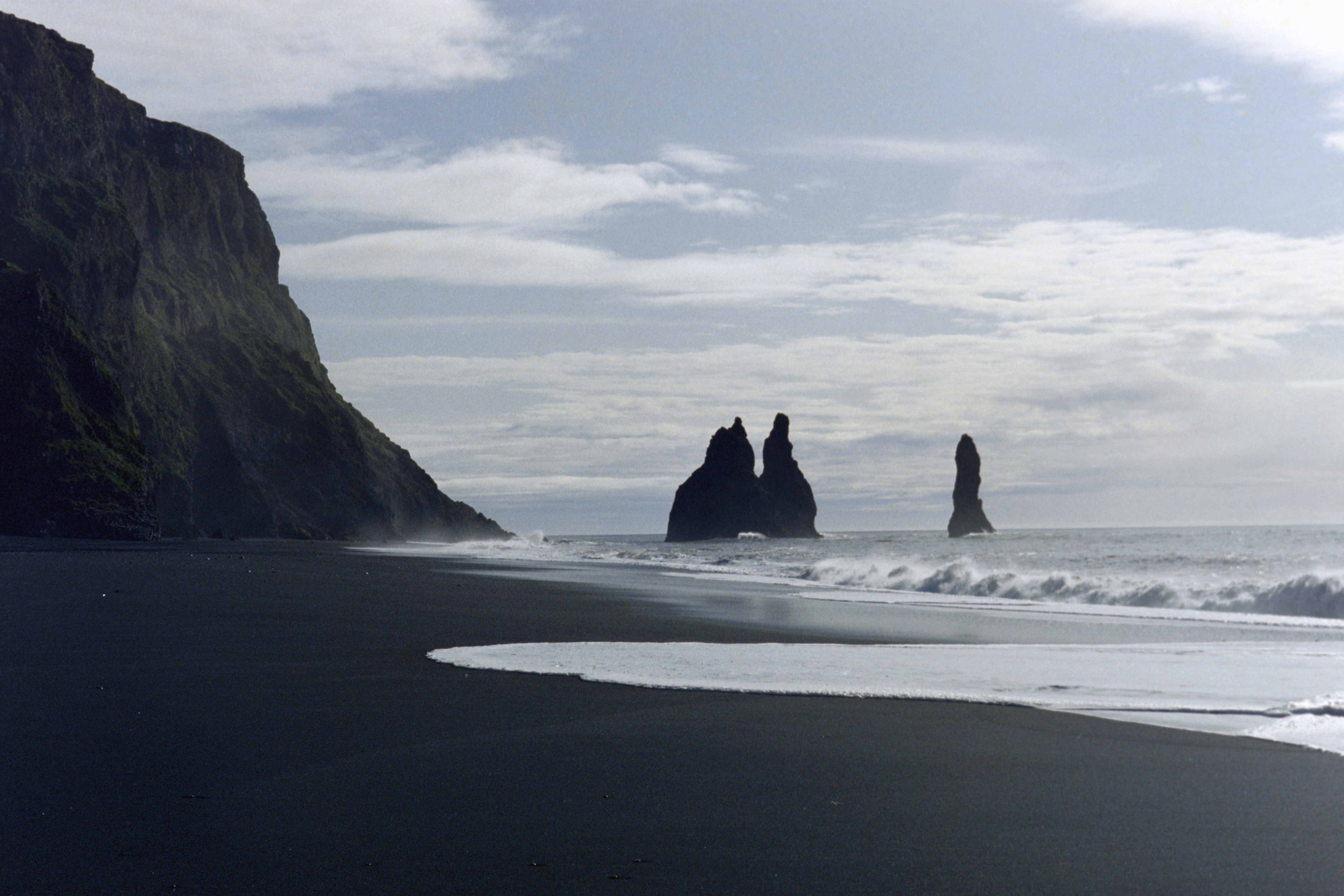
Der Strand (1991)

Reynisfjara ist ein beliebter schwarzer Sandstrand im Süden Islands in der Nähe der Stadt Vík í Mýrdal.  Er ist Teil des UNESCO Global Geoparks Katla.

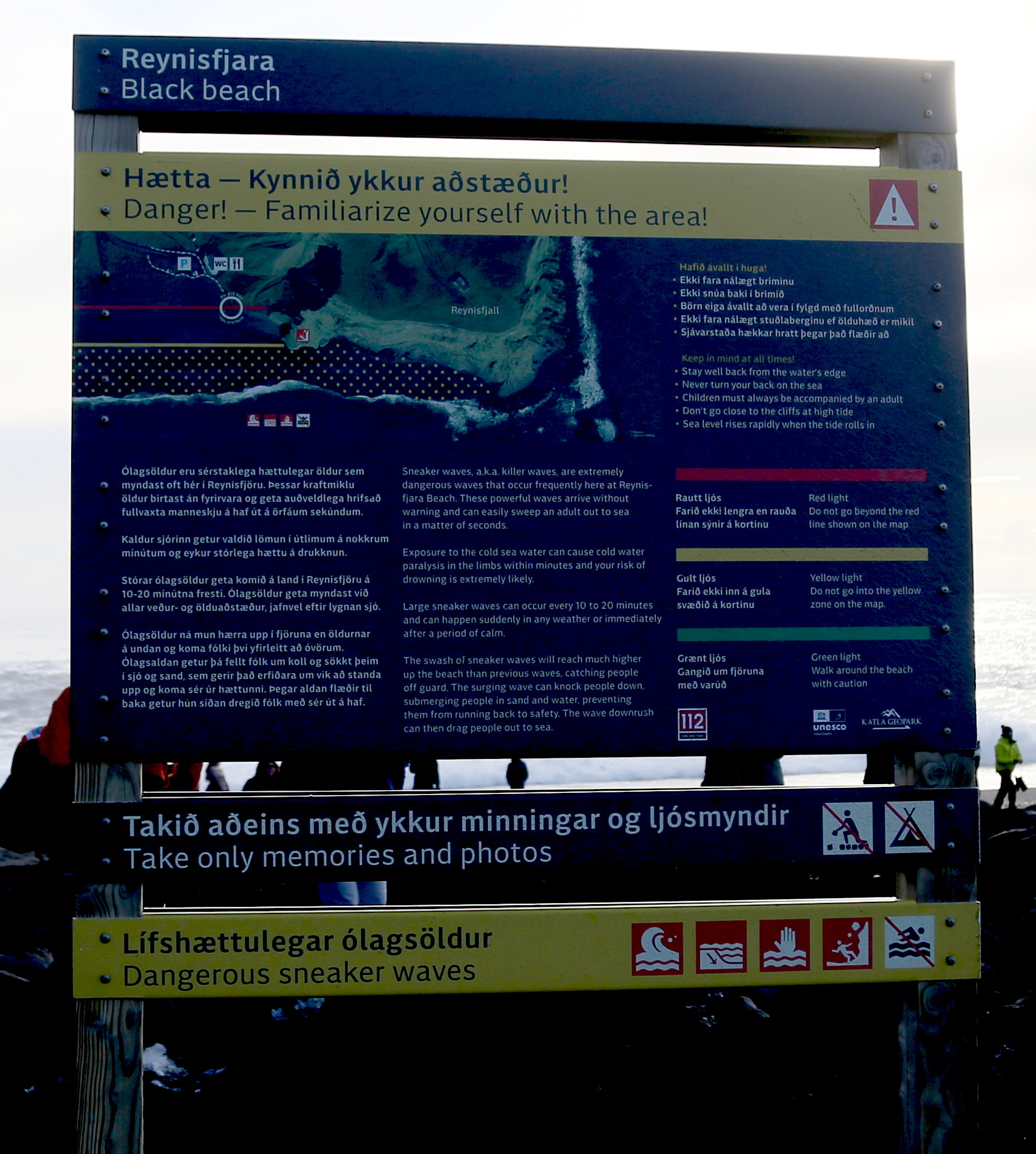
Sicherheitsschild

## Sicherheitsbedenken
Der Verlauf der Wellen am Strand ist sehr unterschiedlich und kann sich schnell ändern. Der Strand von Reynisfjara zieht durch den schwarzen Sand und die Basaltsäulen das ganze Jahr über viele Besucher an. Allerdings gibt es am Strand unvorhersehbare riesige Wellen, die ohne Vorwarnung auf den Strand treffen und deutlich länger durch den Strand ziehen als normale Wellen. Da sich viele Touristen auf das Fotografieren konzentrieren und Warnschilder übersehen, haben jene Wellen, die durch das Auftreffen der Welle auf einen unter Wasser liegenden Felsvorsprung entstehen, seit 2007 mindestens sechs Todesopfer gefordert.
Als Reaktion auf das anhaltende Risiko haben die isländischen Behörden eine Reihe von Maßnahmen umgesetzt.
Der Strand verfügt über ein Warnsystem mit Sicherheitszonen um Besucher bei gefährlichen Bedingungen wie beispielsweise Sneaker-Wellen zu warnen. 

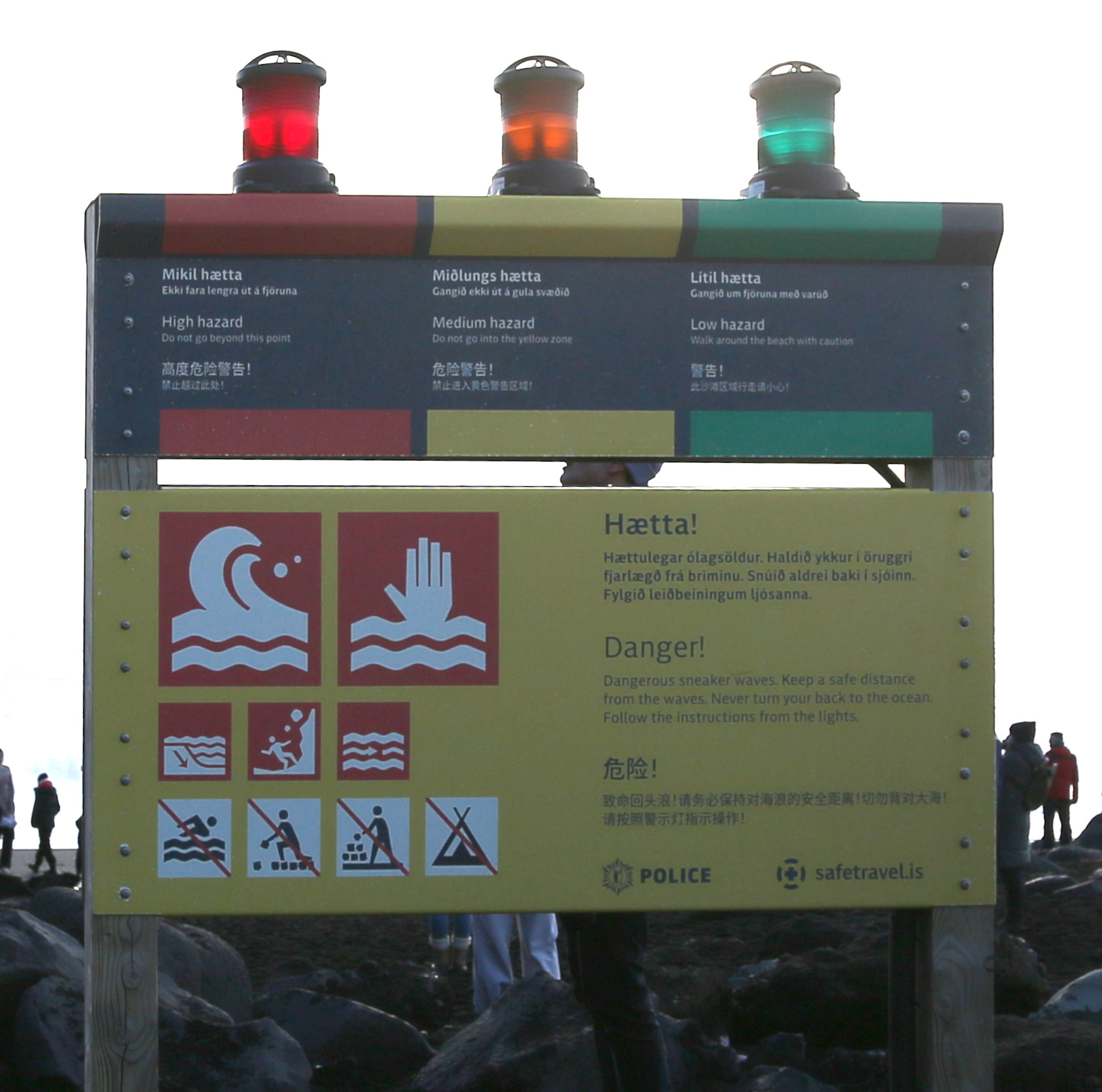
Warnsystem, das über die aktuelle Wellenlage informiert

Zu den Sicherheitsmaßnahmen gehört auch die Anbringung gut sichtbarer mehrsprachiger Warnschilder mit Piktogrammen, die Entwicklung eines Echtzeit-Wellenvorhersagesystems mit Warnleuchten sowie die Finanzierung der Sicherheitsinfrastruktur durch tägliche Besucherpauschalen und Eintrittsgebühren.

## Galerie

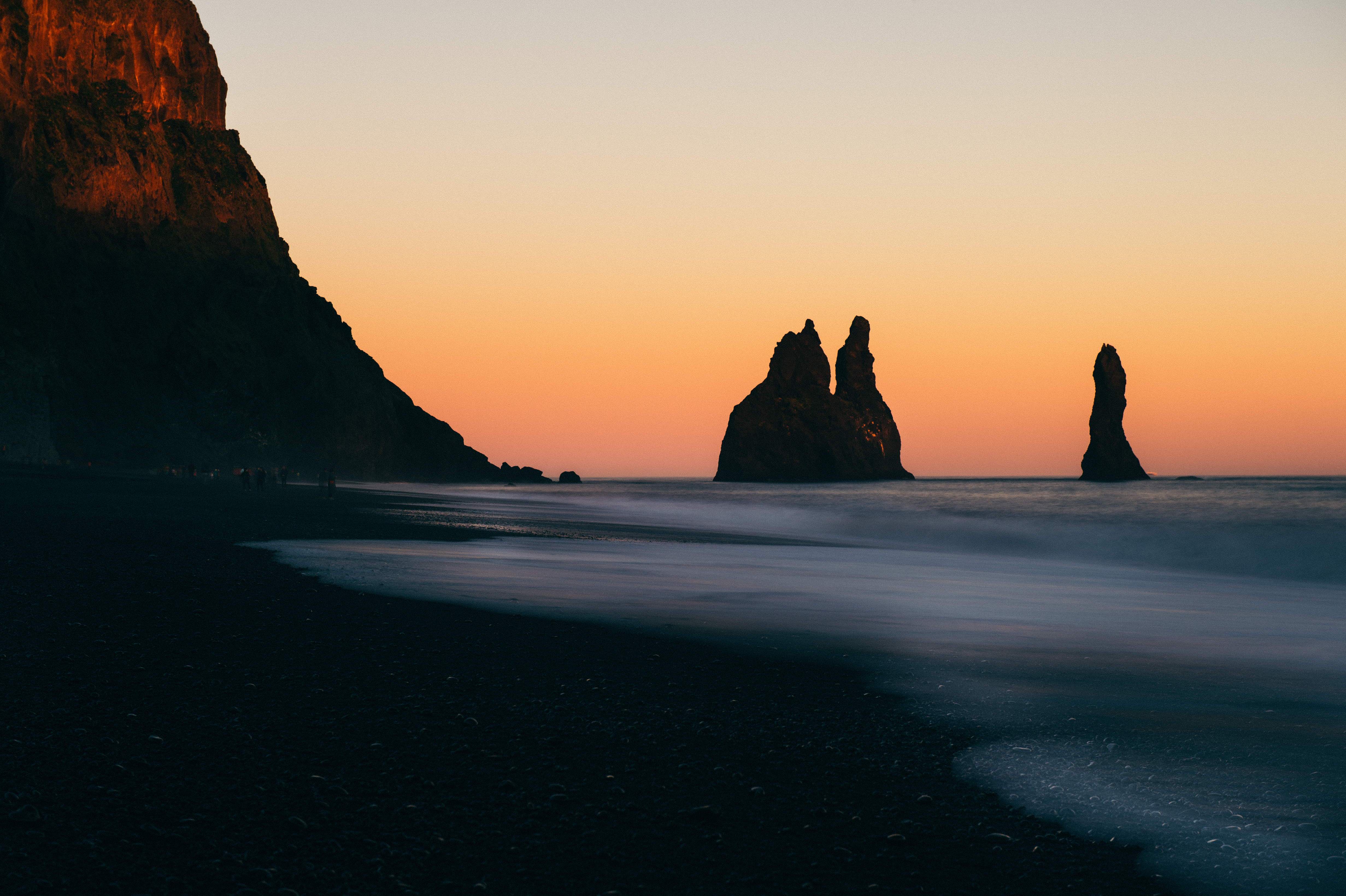
Bei Sonnenuntergang
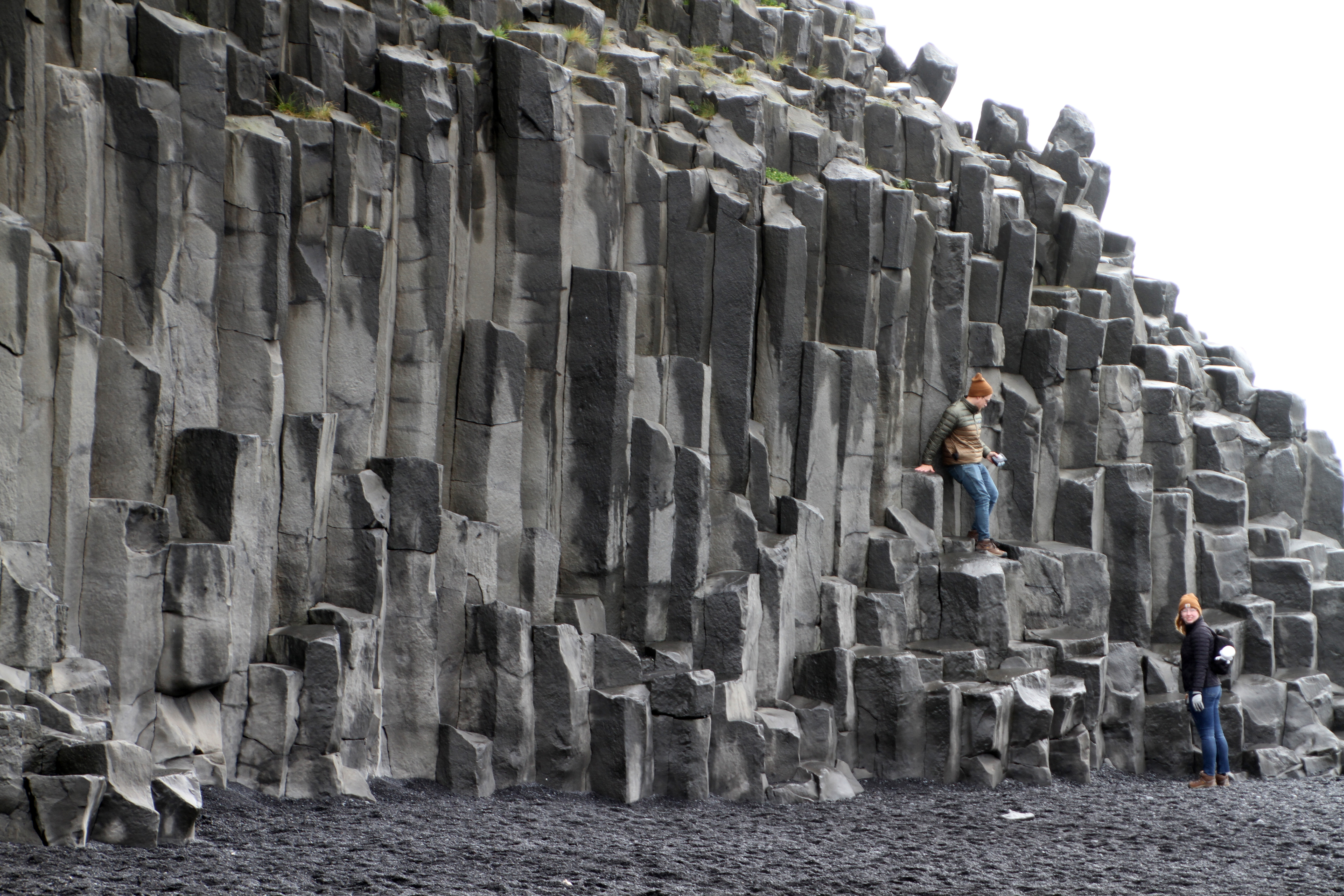
Basaltsäulen am Strand
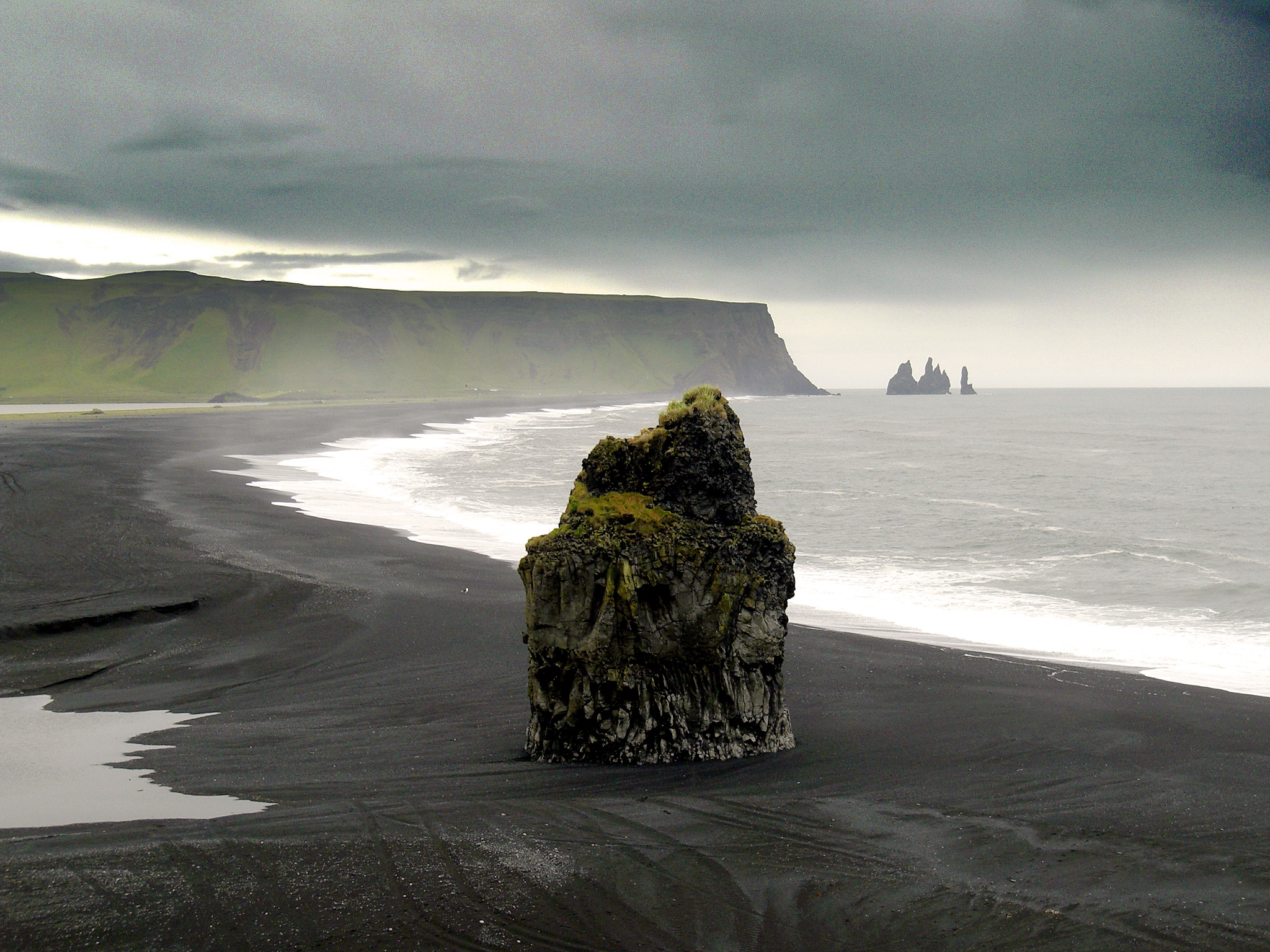
Vulkanischer Pfropfen am Strand
- Video vom Strand an einem windigen Tag